# Клеман, Ульрих
Ульрих Клеман (нем. Ulrich Kleemann; 23 марта 1892 — 3 января 1963) — немецкий офицер, участник Первой и Второй мировых войн, генерал танковых войск, кавалер Рыцарского креста с Дубовыми листьями.

## Биография
В октябре 1911 года поступил на военную службу, фанен-юнкером (кандидат в офицеры), в 21-й драгунский полк (2-й Баденский). С января 1913 года — лейтенант.
В мае 1915 года был ранен на Восточном фронте, после госпиталя был переведён в 83-й запасной пехотный полк и получил второе ранение. В декабре 1915 года вернулся в драгунский полк и прослужил там до конца войны, стал полковым адъютантом. С июня 1916 года — обер-лейтенант. За время войны награждён Железными крестами обеих степеней.
После демобилизации пошёл на службу в Восточную пограничную стражу («Гренцшуц-Ост»), командовал 12-м добровольческим эскадроном. С сентября 1919 года проходит службу в 113-м баденском кавалерийском полку рейхсвера (позже — 18-м кавалерийском полку, базировавшемся в Штутгарт-Каннштатте. В 1920 году направлен на двухгодичное обучение в кавалерийскую школу рейхсвера, затем служит в штабе полка, командует 3-м эскадроном. До 1933 года служит в штабе коменданта Людвигсбурга, 1 августа ему присвоено звание майора.
В октябре 1933 года переведён в штаб 15-го Прусского конного полка. Год спустя назначен командиром 1-го дивизиона Эрфуртского конного полка, переформированного в 1-й мотоциклетный батальон 1-й танковой дивизии. В марте 1936 года получил звание оберст-лейтенанта, в январе 1938 года назначен командиром 3-го стрелкового полка 3-й танковой дивизии, в октябре 1938 года произведён в оберсты.

## Вторая мировая война
В сентябре-октябре 1939 года — участвовал в Польской кампании в составе 3-го стрелкового полка. Награждён планками к Железным крестам обеих степеней (повторное награждение). С декабря 1939 года — командир 3-й стрелковой бригады.
В мае-июне 1940 года — участвовал во Французской кампании.
С 22 июня 1941 года — участвовал в германо-советской войне в составе 3-й танковой дивизии Моделя. Бои в Белоруссии. В октябре 1941 года награждён Рыцарским крестом. С ноября 1941 года — генерал-майор.
В январе-марте 1942 года — в командном резерве. С апреля 1942 года — командир 90-й африканской лёгкой пехотной дивизии. В ходе битвы при Газале продвинулся до Эль-Адема, отличился в битве при Мерса-Матрухе и первом сражении при Эль-Аламейне. 8 сентября после битвы при Алам эль-Халфе был тяжёло ранен, его штабная машина подорвалась на мине.
С ноября 1942 по май 1943 года — в командном резерве. С 28 мая 1943 года — командир штурмовой дивизии «Родос» (на острове Родос в Эгейском море). С июня 1943 года — генерал-лейтенант. В сентябре 1943 года — награждён Дубовыми листьями к Рыцарскому кресту. В ходе операции «Ось» был разоружён итальянский гарнизон на острове.
В сентябре 1944 года немцы начали вывод войск из Греции. С октября 1944 года — командующий 4-м танковым корпусом (в Венгрии), произведён в звание генерала танковых войск, участвовал в Дебреценской операции и битве за Будапешт. 28 ноября 1944 года — корпус переименован в танковый корпус «Фельдхеррнхалле».
8 мая 1945 года — взят в американский плен, освобождён в 1947 году. Погиб в автомобильной аварии 3 января 1963 года.